# Мидлбуш (Њу Џерзи)
Мидлбуш (енгл. Middlebush) насељено је место без административног статуса у америчкој савезној држави Њу Џерзи.

## Демографија
По попису из 2010. године број становника је 2.326.
| Група             | 2000.    | 2010.         |
| Белци             | 0 (0,0%) | 1.357 (58,3%) |
| Афроамериканци    | 0 (0,0%) | 294 (12,6%)   |
| Азијати           | 0 (0,0%) | 466 (20,0%)   |
| Хиспаноамериканци | 0 (0,0%) | 161 (6,9%)    |
| Укупно            | 0        | 2.326         |